# Nelly Sachs
Leonie (Nelly) Sachs (Berlin, 10. prosinca, 1891. – Stockholm, 12. svibnja 1970.) bila je njemačka spisateljica i pjesnikinja židovskog podrijetla.

## Životopis
Izvor je biografija Nelly Sachs koju je napisala danska germanistica Ruth Dinesen (Suhrkamp, 1992). 
Kći je tvorničara Williama Sachsa, asimiliranog židova, bogatog i uspješnog industrijalca, izumitelja i ljubitelja umjetnosti, i Margarete rođ. Karger. Odgojena je u liberalnoj atmosferi. 
Od 1897. pohađa privatnu školu, ali je uskoro, zbog slabog zdravlja, prisiljena dobivati poduku kućnih učitelja. Kasnije nastavlja školovanje u privatnoj školi Helene Aubert. Čitala je njemačke romantičare i mistike.
Godine 1908. i 1909. pada u prvu psihofizičku krizu prouzročenu ljubavlju kojoj će ostati privržena do kraja života i započinje pisati na savjet liječnika. Pisala je, bez ambicija i poznavanja suvremenog književnog života, za prijatelje među koje je ubrajala i Selmu Lagerlöf s kojom se dopisivala.
Otac William umire 1930. 
Nakon "Kristalne noći" židovima je oduzeta imovina. Godine 1939. mora prihvatiti ime Sara, koje nije mogla prihvatiti do kraja života. Godine 1940. dobiva poziv na prisilni rad. 16. svibnja leti s majkom u Stockholm. Živi pod velikim pritiskom, muče je problemi preživljavanja, stalno sjećanje na holokaust. Ostala je bez jezika i domovine.
Poeziju iza koje je stajala i po kojoj je prepoznajemo počela je pisati tek u Švedskoj, kada je imala gotovo 50 godina.
Radi kao prevoditeljica u Komitetu za demokratsku izgradnju. Upoznaje se s filozofijom židovske religije. 
Godine 1950. umire joj majka. Doživljava slom živaca.
Proučava židovske mistične knjige, naročito "Zohar".
Započinje njezino priznanje u Zapadnoj Njemačkoj. Postaje dopisni član Njemačke akademije za jezik i pjesništvo u Darmstadtu. Počinje se dopisivati s Paulom Celanom.
Društvo švedskih pisaca dodjeljuje joj 1958. nagradu za pjesništvo. Dobiva književnu nagradu Kulturnoga kruga Saveza njemačke industrije. Droste-nagradu prima u Meeresburgu 1960. 
Putuje u Zürich, Tessin, Pariz. Susreće se s Celanom u Zürichu.
Počinje teže obolijevati. Primljena je na psihijatrijsku kliniku. 
Postaje dopisni član Slobodne akademije umjetnosti u Hamburgu. Utemeljena je zaklada "Nagrade Nelly Sachs" u Dortmundu koju ona prva dobiva.
U povodu 70. rođendana izlazi knjiga: "U čast Nelly Sachs, izdavač je Suhrkamp.
Iz bolnice je otpuštena 1963.
Postaje dopisni član Bavarske akademije lijepih umjetnosti. Godine 1965. dobila Nagradu za mir njemačkog izdavaštva u Frankfurtu. 
Nobelovu nagradu za književnost dobiva 1966. 
Objavljena je knjiga: "U čast Nelly Sachs" prigodom 75. rođendana. Godine 1967.postaje počasna građanka grada Berlina. 
Prvi srčani napad. Godine 1968. liječi se u psihijatrijskoj klinici.
Pjesme i drame prevode se na mnoge europske i svjetske jezike.
U travnju 1970. samoubojstvo Paula Celana. 

## O djelu
Izvor je knjiga: "Nelly Sachs", Školska knjiga, Zagreb 1995. 
Napetost između nijemstva i židovstva - njemačke kulture i židovskog rođenja - trajala je do kraja života i bila jednako plodotvorna koliko i razorna. Svojom poezijom ispisivala je tragediju svoga naroda. Pisati je za nju bilo uvijek stvar preživljavanja. Isprva je pisala kako bi sama preživjela, no poslije, u svom pravom i zrelom pjesničkom izrazu, pisanje poima kao obvezu govora, gotovo posuđivanje glasa onima koji su nijemi, rođeni bez glasa ili bez glasa ostali a pate ili su patili. Zadaća pjesnika je i više od toga. Ona je svećenički rad s jezikom. Pjesma je mjesto u kojem se može pojaviti Bog.
Osjećala se pritom gotovo kao sredstvo, govorila o pisanju kao poslanju, kao svevladnom događaju koji bi je obuzeo neovisno o vlastitoj volji, te bi i nakon dužih stanki odjednom, u nekoliko dana, napisala cijelu zbirku. 

#### Pjesničke zbirke
- "U stanovima smrti" (In den Wohnungen des Todes). Berlin: Aufbau Verlag, 1947.
- "Pomračenje zvijezda". Pjesme (Sternverdunkelung. Gedichte). Amsterdam: Bermann-Fischer, Querido-Verlag, 1949.
- "I nitko ne zna dalje". Pjesme (Und niemand weiß weiter. Gedichte). Hamburg, München: Ellermann, 1957.
- "Bijeg i preobrazba". Pjesme (Flucht und Verwandlung. Gedichte). Stuttgart: Deutsche Verlagsanstalt, 1959.
- "Put u neprah". Pjesme Nelly Sachs (Fahrt ins Staublose. Die Gedichte der Nelly Sachs). Frankfurt a. M.: Suhrkamp, 1961.
- "Izabrane pjesme". (Ausgewahe Gedichte). Pogovor Hans Magnus Enzensberger, Frankfurt a. M.: Suhrkamp, 1963.(edition Suhrkamp, 18).
- "Patnja Izraela". "Eli". "U stanovima smrti". "Pomračenje zvijezda". (Das Leiden Israels. Eli. In Wohnungen des Todes. Sternverdunkelung). Pogovor Werner Weber. Frankfurt a. M.: Suhrkamp, 1964. (edition Suhrkamp, 51)
- "Žarna zagonetka". (Glühende Rätsel. Teil I.) U: "Izabrane pjesme". Frankfurt a. M.: Suhrkamp, 1963.
- "Žarna zagonetka". Dio 1. i 2. Pjesme. (Glühende Rätsel. Teil 1. und 2. Gedichte). Frankfurt a. M.: Insel-Verlag, 1964. (Insel-Bücherei, 825).
- "Žarna zagonetka". Dio 1. do 3. (Glühende Rätsel. Teil 1. bis 3.). U: "Kasne pjesme" (Späte Gedichte). Frankfurt a. M. Suhrkamp, 1965.
- "Žarna zagonetka". Dio 4. (Glühende Rätsel. Teil 4.). U: »Jahresring«, 1966/67.
- "Kasne pjesme". (Späte Gedicfite). Frankfurt a. M.: Suhrkamp, 1965. (Bibliothek Suhrkamp, 161). Sadrži sljedeće zbirke i cikluse: "Bijeg i preobrazba", "Put u neprah", "Još slavi smrt život", "Žarna zagonetka", I. - III.
- "Tražiteljica". Ciklus pjesama (Die Suchende. Gedichtzyklus). Frankfurt a. M.: Suhrkamp, 1966.
- "Krajolik od krikova". Izabrane pjesme (Landschaft aus Schreien. Ausgewählte Gedichte). Berlin i Weimar: Aufbau Verlag, 1966.
- "Podijeli se noći". Posljednje pjesme (Teile dich Nacht. Die letzten Gedichte). Izdali Margaretha i Bengt Holmqvist. Frankfurt a. M.: Suhrkamp, 1971.
- "Traženje živih". Pjesme Nelly Sachs (Suche nach Lebenden. Die Gedichte der Nelly Sachs). Sv. 2. Izdali Margaretha i Bengt Holmqvist. Frankfurt a. M: Suhrkamp, 1971. Sadrži sljedeće zbirke i cikluse: "Žarna zagonetka I-IV", "Tražiteljica", "Podijeli se noći". "Pjesme II".
- "Pjesme". (Gedichte). Izbor i pogovor Hilde Domin. Frankfurt a. M.: Suhrkamp, 1977. (Bibliothek Suhrkamp, 549)

#### Scenska djela
- "Eli. Misterij o patnji Izraela". (Eli. Ein Mysterienspiel vom Leiden Israels). Malmö: Forssell, 1951. Pretisak u: »Spectaculum«, 5 (1962).
- "Magijski plesač. Pokušaj bijega. Za dva glumca i dvije marionete". (Der magische Tänzer. Versuch eines Ausbruchs. Fuer zwei Menschen und zwei Marionetten). U: »Hortulus«, 9 (1959).
- "Što je žrtva? Dva prizora". (Was ist ein Opfer? Zwei Szenen). U: »Hortulus«, 10 (I960).
- "Uzalud na lomači. Igra o slobodi". (Vergebens an einem Scheiterhaufen. Ein Spiel von der Freiheit). U: »Hortulus«, 12 (1962).
- "Samson pada kroz tisućljeća. Dramsko zbivanje u četrnaest slika". (Simson fällt durch Jahrtausende. Ein dramatisches Geschehen in vierzehn Bildern). U: »Theater heute«, 8 (1967).
- "Znak u pijesku". Scensko pjesništvo Nelly Sachs (Zeichen im Sand. Die szenischen Dichtungen der Nelly Sachs). Frankfurt a. M.: Suhrkamp, 1962.
- "Samo jedna minuta svijeta. Scenski fragment". (Nur eine Weltminute. Szenenfragment). U: "Iz ostavljenih djela". Frankfurt a. M.: Suhrkamp, 1968.
- "Opčinjenost. Kasna scenska djela". (Verzauberung. Späte szenische Dichtungen). Frankfurt a. M.: Suhrkamp, 1970. (Bibliothek Suhrkamp, 276).

#### Proza
- "Legende i pripovijetke". (Legenden und Erzählungen). Berlin-Wilmersdorf: F. W. Mayer Verlag, 1921.
- "Život pod prijetnjom". (Leben unter Bedrohung). U: Ariel, H. 3.(1956). Pretisak u knjizi Walter A. Berendsohn: "Nelly Sachs. Uvod u djelo pjesnikinje židovske sudbine", Dartmstadt: Agora Verlag, 1974.

### Nelly Sachs na hrvatskom jeziku
- Godine 1969. u izdanju "Mladosti" izašla je u prijevodu i izboru Ota Šolca knjiga pjesama Nelly Sachs.
- Potkraj sedamdesetih godina izašao je kraći izbor pjesama u časopisu "Književna smotra".
- Kraći izbor u sklopu antologije novijega njemačkog pjesništva "Razgovor o stablima" (GZH, Zagreb, 1985.).
- "Nelly Sachs", Školska knjiga, Zagreb 1995.